# Peronosporaceae
Le Peronosporaceae sono una famiglia di Oomycota che contiene 17 generi, comprendenti più di 600 specie. Le parenti più vicine alle Peronosporaceae sono le Phytophthora, appartenenti alla famiglia delle Pythiaceae. Morfologicamente, le Peronosporaceae si caratterizzano per avere gli sporangi portati da un ramo sporangioforo ben differenziato e ramificato, ad eccezione del genere Basidiophora dove la ramificazione è assente.

## Riproduzione
Le Peronosporaceae sono parassiti biotrofici obbligati dei vegetali. Si attaccano alla pianta ospite attraverso un micelio intercellulare usando l'austorio per penetrare nelle cellule ospiti. Si riproducono in modo asessuato rilasciando sporangi o mitospore. Nell'insieme queste due entità prendono il nome di Conidiosporangia. La riproduzione sessuale avviene attraverso le Oospore.

## Piante ospiti
Le piante ospiti sono angiosperme, molte Peronosporaceae sono patogene di Dicotiledoni. Alcuni generi di Peronosporacee utilizzano solo alcuni tipi di ospiti: le Basidiophora, le Paraperonospora, le Protobremia e le Bremia sono ospitate dalle Asteraceae; le Perofascia e le Hyaloperonospora praticamente solo dalle Brassicaceae; le Viennotia, le Graminivora, le Poakatesthia, le Sclerospora e le Peronosclerospora dalle Poaceae; le Plasmoverna dalle Ranunculaceae. I generi più numerosi, le Peronospora e le Plasmopara, hanno un numero di ospiti molto più ampio.

## Interazioni con l'uomo
Ci sono Peronosporaceae di una certa rilevanza economica, come Plasmopara viticola che provoca gravi danni su vite. La Peronospora tabacina, nota anche come muffa blu, è un parassita del tabacco. Queste specie hanno spore talmente delicate che regolano la loro diffusione in modo che avvenga in corrispondenza dell'aurora, un momento della giornata in cui l'ambiente è ricco di umidità e vi è accumulo di rugiada. In questo modo le spore sono più protette dalla dissecazione e dalla luce. Vanno citate anche la Bremia lactucae, che è un parassita della lattuga, e la Plasmopara halstedii, parassita dei girasoli.